# Long and Wasted Years
"Long and Wasted Years" es la cuarta canción del álbum de Bob Dylan Tempest, publicado en septiembre de 2012. Como la mayoría de las composiciones de Dylan en el siglo XXI, está editada bajo el pseudónimo de Jack Frost. Es una canción de género folk rock o rock and roll.

## Composición
A diferencia de la mayoría de las composiciones de Dylan, "Long and Wasted Years" no tiene un coro musical ni estribillo. Se trata de una canción de diez versos de cuatro frases, que llegan a ser cada vez más intensos. Los escritores Philippe Margotin and Jean-Michel Guesdon en su libro Bob Dylan All the Songs: The Story Behind Every Track explican que la letra puede hacer referencia a la tentación que sufren Adán y Eva por Satán, y su expulsión del Jardín del Edén, tal como lo narra John Milton en su poema El paraíso perdido (1667).